# Wydział Zarządzania i Nauk o Jakości Uniwersytetu Morskiego w Gdyni
Wydział Zarządzania i Nauk o Jakości Uniwersytetu Morskiego w Gdyni – jednostka naukowo-dydaktyczna, będąca jednym z czterech wydziałów Uniwersytetu Morskiego w Gdyni. Jego korzenie sięgają 1938 roku. Kształci kadry do pracy na stanowiskach operacyjnych w przedsiębiorstwach gospodarki morskiej, przedsiębiorstwach turystycznych, hotelarskich, gastronomicznych, przedsiębiorstwach handlowych i handlu zagranicznego oraz zakładach produkcyjnych. Potencjalnymi miejscami pracy absolwentów mogą być w szczególności: administracja morska, agencje morskie, przedsiębiorstwa: transportowe, przeładunkowe, składowe, maklerskie, spedycyjne, frachtowania statków, ubezpieczeniowe, rzeczoznawstwa i kontroli, shipchandlerskie, turystyczne, hotelarskie, gastronomiczne, służb celno-dewizowych, marketingu i reklamy, ochrona środowiska, kontrola jakości, laboratoria badawcze jednostek akredytujących i certyfikujących jakość wyrobów według wymogów norm międzynarodowych ISO. Po uzyskaniu niezbędnej praktyki możliwe jest również samodzielne prowadzenie własnych przedsięwzięć gospodarczych bądź obejmowanie samodzielnych stanowisk kierowniczych.
Działalność naukowo-badawcza Wydziału Przedsiębiorczości i Towaroznawstwa realizowana jest przez poszczególne katedry Wydziału w zakresie i strukturze tematycznej leżącej w ich kompetencjach. Prowadzone prace naukowo-badawcze obejmują następujące dyscypliny naukowe: towaroznawstwo, technologia żywności i żywienia, ekonomia, organizacja i zarządzanie, informatyka, chemia.
Z dniem 01.01.2021 władze uczelni zmieniły nazwę z Wydziału Przedsiębiorczości i Towaroznawstwa na Wydział Zarządzania i Nauk o Jakości.

## Kierunki kształcenia
Wydział prowadzi kształcenie studentów na studiach pierwszego i drugiego stopnia na dwóch kierunkach.
- Innowacyjna gospodarka
- Towaroznawstwo.

## Historia
W 1938 roku utworzono w Państwowej Szkole Morskiej, obok Wydziału Nawigacyjnego i Mechanicznego trzeci wydział – Transport i Administracja Morska, kształcący intendentów dla statków pasażersko-towarowych (działał wówczas w Gdyni Związek Intendentów Polskiej Marynarki Handlowej).
Gdy w 1945 roku reaktywowano działalność szkoły, utworzono tylko 2 wydziały. Dopiero w PSM w 1967 roku utworzono Wydział Służby Administracyjnej kształcący intendentów okrętowych.
Wydział Administracyjny powstał w 1969 roku wraz z powstaniem Wyższej Szkoły Morskiej. Od 1969/1970 można się tu było kształcić w specjalności intendentura okrętowa, zaś od 1977/1978 – intendentura przedsiębiorstw armatorskich i eksploatacji pasażerskiej. Do 1991 Wydział kształcił intendentów okrętowych. W 1991 roku dokonano ostatniego naboru kandydatów na oficerów w działach hotelowych – ze względu na sytuację na rynku pracy. W latach 1993–2000 Wydział przeszedł zmiany w kierunku kształcenia kadr dla gospodarki morskiej i lądowej regionu. W 2005 roku zmienił nazwę na Wydział Przedsiębiorczości i Towaroznawstwa.
30 listopada 1998 roku, decyzją Centralnej Komisji Kwalifikacyjnej ds. Tytułu Naukowego i Stopni Naukowych Wydział uzyskał prawo nadawania stopnia doktora nauk ekonomicznych w zakresie towaroznawstwa.

## Władze
- Dziekan Wydziału prof. dr hab. Andrzej Grzelakowski
- Prodziekan ds. Studenckich dr hab. Marzenna Popek
- Prodziekan ds. współpracy i rozwoju dr hab. Maciej Matczak

- Prodziekan ds. Kształcenia dr hab. Dariusz Barbucha

## Katedry
- Katedra Chemii i Towaroznawstwa Przemysłowego
- Katedra Ekonomii i Zarządzania
- Katedra Handlu i Usług
- Katedra Logistyki Morskiej
- Katedra Nauk Humanistycznych
- Katedra Organizacji Usług Turystyczno-Hotelarskich
- Katedra Systemów Informacyjnych
- Katedra Technologii i Organizacji Żywienia
- Katedra Towaroznawstwa i Zarządzania Jakością

## Baza dydaktyczno-naukowa
- trzy aule
- szereg mniejszych sal dydaktycznych i seminaryjnych
- wielofunkcyjna sala konferencyjna
- laboratoria komputerowe
- laboratorium towaroznawcze
- laboratoriami technologiczne
- laboratorium chemiczne

## Działalność naukowo-badawcza
Katedry funkcjonujące na Wydziale prowadzą następujące rodzaje badań:
- granty KBN,
- badania statutowe,
- badania własne związane z rozwojem naukowym,
- badania własne związane z procesem dydaktycznym,
- prace badawczo-rozwojowe dla potrzeb praktyki.